# Qaracüzlü
Qaracüzlü è un comune dell'Azerbaigian situato nel distretto di Qobustan. Conta una popolazione di 215 abitanti.